# Étoile de van Maanen
Désignations
L'étoile de van Maanen est une naine blanche. Parmi les naines blanches connues, c'est la troisième plus proche du Soleil ; la plus proche étant Sirius B suivie de Procyon B. C'est également la naine blanche solitaire la plus proche du Soleil connue.
Elle est située à 14,07 années-lumière du Soleil dans la constellation zodiacale des Poissons et possède un mouvement propre relativement élevé de 2,98″ par an. Ayant une magnitude apparente de 12,37, elle est beaucoup trop faible pour être visible à l'œil nu. Sa masse a été estimée à environ 70 % de celle du Soleil et son rayon à environ 1 % de celui du Soleil, soit légèrement plus que celui de la Terre. Sa luminosité est moins de 2/10 000e de celle du Soleil.

## Découverte
L'étoile de van Maanen a été découverte en 1917 par l'astronome néerlando-américain Adriaan van Maanen sur deux plaques photographiques prises le 15 septembre 1914 et le 12 septembre 1917.
Van Maanen en a retrouvé l'image sur une plaque photographique prise le 11 novembre 1896 pour la Carte du Ciel.
Elle est la troisième naine blanche découverte après 40 Eridani B (ο2 Eri B) et Sirius B (α CMa B),.

## Désignation
La naine blanche est ainsi désignée à la suite de Willem J. Luyten.

## Disque de débris
En 2016, Jay Farihi met en évidence l'existence d'un disque de débris autour de l'étoile de van Maamen en réexaminant une plaque photographique en verre du spectre de la naine blanche réalisée en 1917 par Walter S. Adams à l'observatoire du Mont Wilson,.

## Hypothétique compagnon substellaire
L'existence d'un objet substellaire, compagnon de la naine blanche, a été suspectée par Piet van de Kamp en 1971 puis par George Gatewood (en) et Jane Russell en 1974. Sa découverte a été annoncée en janvier 2004. Mais son existence a été contestée dès juin 2004. En juillet 2008, des résultats d'observations du  télescope spatial américain Spitzer ont semblé confirmer qu'il n'existerait pas d'objet de quatre masses joviennes, ou plus, à moins de 1 200 unités astronomiques de l'Étoile de van Maanen. Pourtant, l'existence d'un tel objet n'est pas exclue. En effet, chaque naine blanche pourrait être entourée de débris rocheux et d'au moins une planète géante. Si l'existence d'une telle planète géante était établie, elle serait la première exoplanète à avoir été observée, de surcroît depuis le sol terrestre. En effet, Benjamin Zuckerman a découvert dans des notes d'Adriaan van Maanen des données restées non exploitées par l'astronome néerlando-américain mais que les astrophysiciens savent aujourd'hui interpréter comme la signature d'une exoplanète.